# Uromyces viciae-fabae
Espèce
Uromyces viciae-fabae est une espèce de champignon basidiomycètes de la famille des Pucciniaceae, à répartition quasi-cosmopolite.

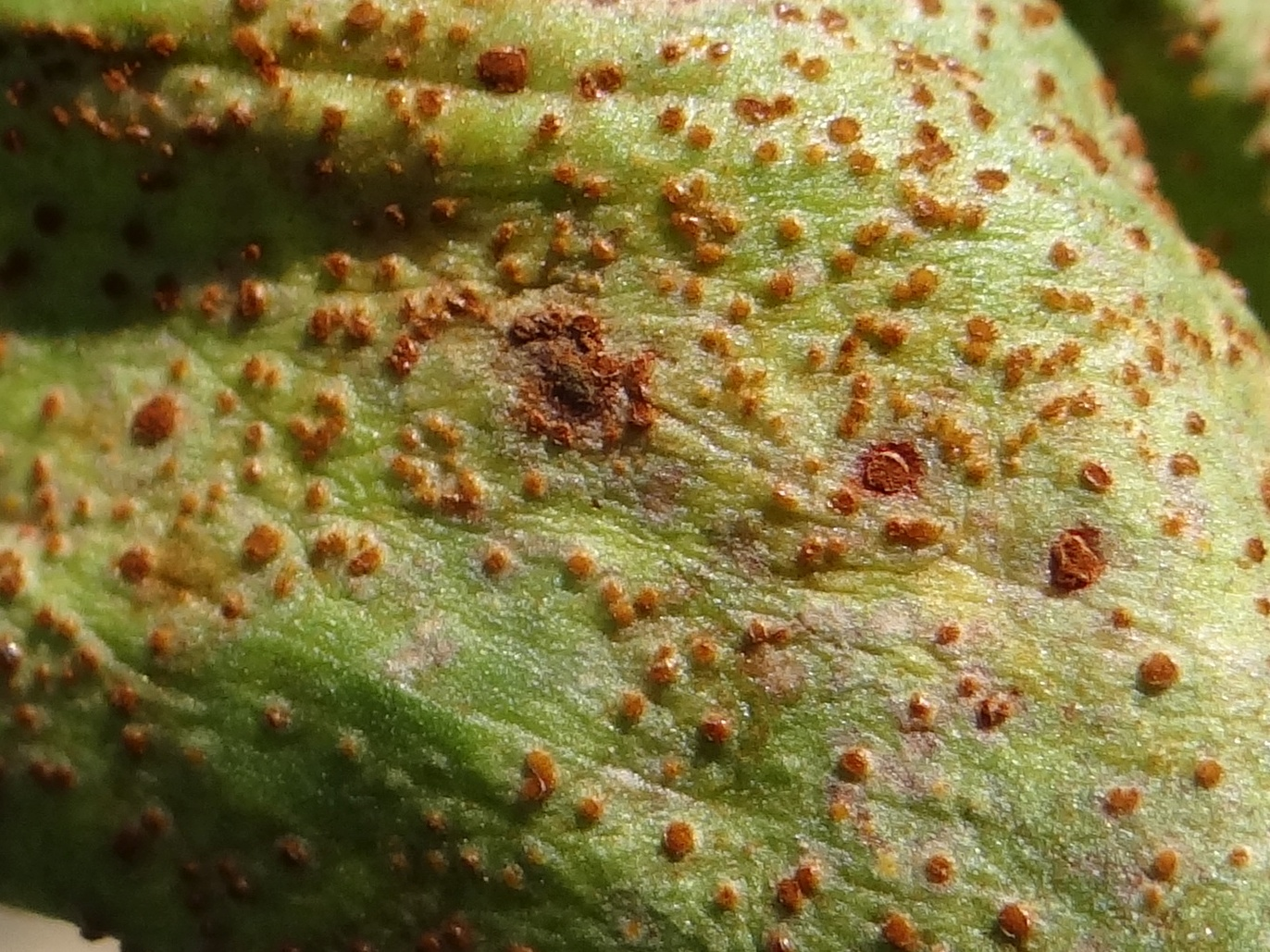
Gros plan des pustules de la rouille sur feuille de fève.

Ce champignon phytopathogène est responsable de la rouille de la fève, qui se manifeste par l'apparition de pustules orangées sur les feuilles et les tiges, pouvant entraîner une défoliation partielle. Cette maladie cryptogamique affecte les cultures de fèves et féveroles (Vicia faba), mais aussi d'autres espèces de légumineuses (lentilles, pois, gesse, vesce, etc. Il survit pendant la mauvaise saison sur les chaumes ou sur les repousses spontanées de fèves ou féveroles. Les spores sont ensuite transportées par le vent vers les nouvelles cultures qui sont ainsi infectées. Les pertes de rendement peuvent atteindre 30 %, voire plus si les plantes sont affectées par d'autres agents pathogènes. On a découvert des gènes de résistance qui ont permis de sélectionner des cultivars de fèves et féveroles résistants à la rouille.
Uromyces viciae-fabae est une espèce autoïque, qui déroule tout son cycle de développement sur un seul et même hôte.

## Taxinomie

### Synonymes
Selon  BioLib (22 juillet 2019)  :
- Aecidium ervi Wallr.
- Capitularia ervi (Wallr.) Syd.
- Capitularia fabae (Pers.) Syd.
- Puccinia fabae Grev.
- Trichobasis fabae Lév.
- Uredo fabae Pers.
- Uredo viciae-fabae Pers.
- Uromyces ervi (Wallr.) Westend.
- Uromyces fabae (Pers.) de Bary ex Cooke
- Uromyces viciae-fabae var. viciae-fabae (Pers.) J. Schröt.